# Alice Stewart Ker
Alice Stewart Ker o Alice Jane Shannan Ker, miembro del Real Colegio de Médicos de Irlanda (2 de diciembre de 1853 - 20 de marzo de 1943) fue una médica, educadora sanitaria y sufragista escocesa. Fue la decimotercera mujer en el registro de la Asociación Médica Británica.

## Biografía
Alice Jane Shannan Ker nació el 2 de diciembre de 1853 en Deskford, Banffshire, Escocia. Era la mayor de los nueve hijos de Margaret Millar Stevenson (1826-1900), hija de James Cochran Stevenson, diputado liberal de South Shields, y el reverendo William Turnbull Ker (1824-1885), ministro de la Iglesia Libre. A la edad de 18 años se mudó a Edimburgo para estudiar "Clases universitarias para damas" entre las cuales se hallaban anatomía y fisiología. Mientras estaba en Edimburgo, conoció a Sophia Jex-Blake, quien estaba haciendo campaña para que la Universidad otorgara títulos médicos a las mujeres. Cuando la universidad rechazó la petición de Jex-Blake, Ker dejó Edimburgo para completar su formación médica en Irlanda, donde obtuvo su licenciatura del King and Queen's College of Physicians of Ireland.

## Carrera profesional
Tras completar su formación, regresó a Edimburgo compartiendo práctica con Jex-Blake durante un año. Fue la decimotercera mujer registrada como médica en Gran Bretaña.
Más adelante, Ker continuó sus estudios durante un año en Berna, Suiza, financiados por sus tías activistas Flora y Louisa Stevenson. Cuando regresó a Gran Bretaña, trabajó como cirujana interna en el Children's Hospital de Birmingham, y desde allí se convirtió en médica general en Leeds. En 1887, regresó a Edimburgo trabajando como médica independiente. Hizo entonces los exámenes conjuntos del Royal College of Surgeons, siendo una de las dos únicas mujeres en ese año en aprobar los exámenes finales.
Se casó con su primo, Edward Stewart Ker (1839–1907), en 1888 y se mudaron a Birkenhead. Tuvieron dos hijas, Margaret Louise (nacida en 1892) y Mary Dunlop (nacida en 1896); su hijo murió en la infancia. Ejercía la medicina en Birkenhead, donde era la única doctora en el área. Tuvo éxito y asumió muchas obligaciones adicionales, ya que se convirtió en la funcionaria médica del personal femenino que trabajaba en la oficina de correos, así como en la funcionaria médica honoraria del Wirral Hospital for Sick Children, el Wirral Lying-In Hospital, el Birkenhead Rescue Home y el Escuelas libres de Caledonia en Liverpool. También dio charlas y conferencias a mujeres de clase trabajadora en Manchester sobre temas de sexualidad, control de la natalidad y maternidad. Estas charlas se publicaron en la obra de 1891, Motherhood: A Book for Every Woman.

### Movimiento sufragista
En 1893, Ker se involucró en la Birkenhead and Wirral Women's Suffrage Society y, después de la muerte de su esposo en 1907, su interés en el sufragio femenino se convirtió en una prioridad cada vez mayor para ella. Se convirtió en presidenta de la Sociedad de Sufragio local, pero encontrándola demasiado moderada, en 1907 con Alice Morrissey, se unió a la Unión Social y Política de Mujeres, más progresista. Ker trabajó con Ada Flatman, que era empleada de WSPU. Flatman y Patricia Woodlock organizaron la tienda WSPU que recaudó fondos sustanciales para la causa.
En marzo de 1912, fue encarcelada después de estar entre las 200 mujeres que rompieron ventanas en los grandes almacenes Harrods, una acción organizada por la Unión Social y Política de Mujeres. Fue alimentada a la fuerza mientras estaba en la prisión de Holloway y, como resultado, fue liberada por problemas de salud antes de acabar su sentencia de dos meses. Escribió poesía mientras estaba en prisión, contribuyendo a los "Holloway Jingles", una colección publicada por la rama de Glasgow de la Unión Social y Política de Mujeres. En Holloway, fue cosignataria de The Suffragette Handkerchief. Recibió una Medalla de Huelga de Hambre del liderazgo de la WSPU. Ker todavía trabajaba como médica, pero le pidieron que abandonara el hospital. Se mudó a Liverpool, donde escribió a sus dos hijas para que buscaran a a Patricia Woodlock y ofrecieran sus servicios a la causa del derecho al voto de las mujeres. De hecho, Margaret siguió los pasos de su madre, y en noviembre de 1912 fue sentenciada a tres meses de prisión por colocar una "sustancia peligrosa" en un buzón de correos en Liverpool.
Su madre se unió con Patricia Woodlock e Isabel Buxton, a las Sufragistas Unidas de Pethick-Lawrence, y luego se unió a la Liga Internacional de Mujeres por la Paz y la Libertad, asumiendo una línea pacifista durante la Primera Guerra Mundial. Trabajó en Londres hasta y durante la Segunda Guerra Mundial.
Ker era vegetariana y anti-viviseccionista. Murió el 20 de marzo de 1943.

## Trabajos seleccionados
- 1891, Motherhood: A Book for Every Woman